# トイ・ストーリー
『トイ・ストーリー』（原題：Toy Story）は、1995年のアメリカ合衆国のアニメーション映画（コンピュータアニメーション）。ピクサー・アニメーション・スタジオ製作。

## 概要
ディズニー配給のアニメーション映画作品。劇場用長編映画としては世界初のフルCGアニメーション作品であり、全世界で約3億6200万ドルの興行収入を上げた。これは、当該年度の第1位である。日本での公開は1996年3月23日。日本でのセルビデオ出荷本数は190万本。
制作はピクサー・アニメーション・スタジオ。監督ジョン・ラセター（ピクサー）。長編フルCGの作品を生み出した制作チーム統括の業績に対し、監督ラセターはアカデミー特別業績賞を受賞した。他にアカデミー賞候補として、脚本賞ノミネート（アンドリュー・スタントン）、オリジナル主題歌賞ノミネート（"You've Got a Friend in Me"）、作曲賞（コメディ部門）ノミネート（ランディ・ニューマン）。ジョン・ラセターの長編映画デビュー作となった。
1999年（日本では2000年）には続編『トイ・ストーリー2』が公開され、以降トイ・ストーリーシリーズとして続編や関連作品が発表されている。2009年10月2日には、『トイ・ストーリー2』との2本立てでデジタル3D版が2週間限定で全米公開、日本では2010年2月6日に公開された。
2003年以降はスティーヴン・ジェイ・シュナイダーの『死ぬまでに観たい映画1001本』にも掲載されている。2008年に発表されたアメリカ映画ベスト100（10周年エディション）では99位にランクインした。2011年にはアメリカのTotal Film誌で行われた「史上最高のアニメ映画50」にて第1位に選ばれた。また、Rotten Tomatoesの支持率100%の映画のうちの１つでもある。

## ストーリー
カウボーイ人形のウッディは、古めかしいおしゃべり人形。背中の紐を引っぱると、パンチの効いた「カウボーイトーク」を聞かせてくれる。そんなウッディはおもちゃを「ともだち」として大切にする心優しい少年、アンディの大のお気に入りで、彼は毎日のように色々なおもちゃを取り混ぜながらカウボーイごっこに興じるのだった。しかし、アンディが楽しく遊ぶおもちゃ達にはとても大きな秘密があった。なんと、彼らは生きていて、話したり自由に行動したりできるのだ。しかし、それを子供に知られてはいけないというのが「おもちゃのルール」なのだ。ウッディはアンディの一番のお気に入りのおもちゃで、おもちゃ達のリーダーでもあった。
そして、今年もアンディの誕生日がやってきた。おもちゃたちはこれから共に過ごすことになる新顔に興味津々。しかし同時に、自分よりも優れた最新のおもちゃが出てきたら、アンディがそのおもちゃに夢中になってしまい、「もう彼と遊べないかもしれない」と不安になってもいた。それを確かめる為に、ウッディがおもちゃ仲間のグリーン・アーミーメンにプレゼントを偵察させたところ、プレゼントの中から現れたのは、最新の宇宙ヒーロー、バズ・ライトイヤーだった。技術の粋を結集したようなバズに、アンディは案の定、夢中になってしまう。また、バズ自身も自分が本物のスペースレンジャーだと信じており、飛行能力を証明するため高みから飛び降りたりする。飛びはしなかったものの、派手な動きと偶然が重なり恰好よく落ちたことから、アンディのおもちゃたちまで心を奪われてしまう。
そんな中、アンディの家が引っ越すという新たな問題が持ち上がる。その騒ぎの最中、バズのことが気に入らないウッディは、バズを机の裏に突き落とすことを画策する。だが、想定外なことに様々な偶然が重なったことでバズは机の裏ではなくアンディの部屋の窓から転落するという大事故に見舞われてしまい、さすがのウッディも愕然とする。他のおもちゃたちは、ウッディが自分に取って代わりそうなバズを窓から突き落としたのだと追求する。その最中にアンディが部屋に来るとウッディはアンディに連れられて「ピザ・プラネット」というレストランに連れて行かれる途中、二人を尾行してきていたバズに会うも、喧嘩となってしまう。夢中になるうちに、ガソリンスタンドでアンディとはぐれてしまう。彼を追う二人だったが、道すがら、バズが宇宙船の形をしたUFOキャッチャーを本物と勘違いして入ってしまい、ウッディも流れで入るが「おもちゃ殺し」と称される隣家に住む凶悪な少年、シドに発見され、運悪くキャッチをされてしまい、そのまま連れ去られてしまう。一方、ウッディとバズを両方無くしてしまったアンディは、二人の安否を心配し、酷く落ち込んでしまう。
翌日、部屋に閉じ込められたウッディは何とかしてもうすぐ引っ越してしまうアンディのもとへ戻ろうと試みる。しかし、シドの飼い犬である獰猛なスカッドに見つかってしまい、二人は逃げる途中ではぐれてしまう。バズは部屋に逃げたものの、そこのテレビで流れていたバズ・ライトイヤーのCMを見たバズが、自分がおもちゃであることに気づき落ち込み自暴自棄となる。更にシドがバズにロケット花火を括り付け、爆死させるという恐ろしい計画を企てる。自分がおもちゃだった事、そしてもうすぐシドに壊されてしまう事を知ったバズは絶望してしまう。しかし、ウッディの説得で立ち直ったバズは、箱の中に閉じ込められていたウッディを救出し、二人でアンディのもとへ戻るのを決意する。その直後、目覚めたシドによってバズは連れていかれてしまうが、ウッディとシドによって改造された善良なおもちゃたちによって、無事救出される。同時にウッディは、シドの目の前で動き出し、「これから先はおもちゃを大切に扱うことだな！」と説教して、彼に一生忘れられない恐怖を与える。これに発狂したシドは、おもちゃがトラウマとなり、慌てて部屋へと逃げていった。
シドを撃退し、脱出に成功したウッディとバズだが、アンディが乗った車や他のおもちゃたちを乗せた引っ越しトラックが出発してしまう。二人はトラックを必死に追いかけるが、そこへスカッドが襲いかかる。その後、何とかスカッドを撃退したものの、妨害を受けていたせいでトラックには間に合わなかった。そんな時、ウッディがバズに括り付けられたロケット花火の存在を思い出し、2人はロケット花火を利用して、遂にアンディの元へ戻ることが出来た。
その後、アンディたちは引っ越し先でクリスマスを迎える。おもちゃたちは、新しいおもちゃがプレゼントされないか心配していたが、プレゼントの中身は子犬（バスター）だった。そして、冒険を共にしたウッディとバズは固い友情を誓ったのだった。

## 登場キャラクター

### 主要キャラクター
ウッディ・プライド（Woody Pride）
アンディのオモチャたちのリーダー的存在のカウボーイ人形。お調子者だが明るい性格をしており、アンディのことが大好き。背中についたひもを引くと、内蔵されたレコードで「Reach for the sky.（手を挙げろ）」「Somebody's poisoned the waterhole!（誰かが泉に毒を盛った）」などランダムに喋る機能が付いている。アンディの一番のお気に入りだったが、バズがやってきてからはそのポジションが怪しくなっていく。その嫉妬心からバズを机の裏へ突き落とそうとしたが、偶然が重なりバズが窓から落ちたため、仲間たちから「オモチャ殺し」と言われ、バズ本人とも当初は喧嘩が絶えなかった。しかし互いの本心を知って和解してからは二人で協力し、アンディのもとへと向かう。
バズ・ライトイヤー（Buzz Lightyear）
アンディの誕生日にプレゼントとしてやってきた、体にいろいろな仕掛けがある流行のオモチャ。発売されたばかりで、自分が子供向けの大量生産された玩具ではなく、本物のスペースレンジャーだと信じており、空も飛べると信じていた（実際は飛んでいないが、本人は目を瞑っているため気づいていない）。しかし、シドの家に連れて行かれた際、テレビCMで自身がオモチャであることを知り一時は自暴自棄を起こすもウッディの説得と本心を知る。そして、おもちゃとしての生き方に目覚め、彼に協力して共にアンディのもとへと向かう。アクションボタンを押した際に再生される"To infinity and beyond!"（日本語版では「無限の彼方へ さあ行くぞ!」）が決め台詞。

### 仲間のおもちゃたち
レックス（Rex）
恐竜のオモチャ。見た目とは裏腹に臆病で、自分より怖い恐竜が来るのではないかと思っている。またドジな一面もあり、ベビー・モニターを落下させた際は、みんなから責め立てられ、ミスター・ポテトヘッドに「何をやってるトカゲ野郎」と罵られる。事なかれ主義でウッディがおもちゃたちから責められたときも「喧嘩は嫌い」と発言している。
ミスター・ポテトヘッド（Mr. Potato Head）
組み付けパーツ付のオモチャ。口が悪く皮肉屋。バズが部屋から落下した際はラジコンカーのおもちゃのRCの叫びを「バズを落とした犯人はウッディだ」と解釈し素早く断定。裏切者扱いしたものの、引っ越しのトラックからバズを見捨てることなく一緒に向かってくることを伝えられると和解した。妻のミセスに会うのが夢でラストでそれが実現した。
ハム（Hamm）
ブタの貯金箱のオモチャ。ミスター・ポテトヘッドほどではないが、彼も横暴な性格が目立つ。バズに嫉妬したウッディを疑っており、引っ越しのトラックに入ってきたウッディに直接攻撃を仕掛けた。ミスター・ポテトヘッドが顔を組み替えて「見てみろ、ピカソだ」と見せたときに「意味がわからない」と反応したため、「無教養なブタだ」と罵られる。
スリンキー・ドッグ（Slinky Dog）
体がバネでできた犬のオモチャ。オモチャの中では最年長でウッディとは長い付き合い。ウッディが責められたときも信用していたものの、誤解によって信用できなくなり、ウッディを見捨てざるを得なくなってしまう。しかし、終盤で真実を知ると罪悪感と後悔を感じ、誰よりも彼らを助けようと奮闘する。
ボー・ピープ（Bo Peep）
電気スタンドの人形。アンディのオモチャ達の中では紅一点。スリンキーと共にウッディを信じていたものの、誤解によって見捨てざるを得なくなってしまうが、内心ではやはりウッディを見捨てきれず、引っ越し直前にウッディとバズをなくして悲しむアンディの姿を見て一人ウッディの身を案じていた。終盤では、レニーや自身の証言でウッディの疑いを晴らした。
ビリー&ゴート&グラフ（Billy, Goat, and Gruff）
ボーのペットであるヒツジの人形たち。3匹がくっついているため首が3つあるようにも見える。名前は「ビリー・ゴート・グラフ」。
グリーン・アーミー・メン（Green Army Men）
リーダーの軍曹（Sarge）率いる小型の兵隊たちの集団。ウッディの命令には忠実だが、ウッディがバズを突き落としたときは「おもちゃ界のクズ！面汚し」と言い放ち、捕らえようと襲いかかるがアンディが部屋に入ってくることに気付き撤退した。
RC
バギーのラジコンカーのおもちゃ。ウッディに操作され、バズを突き落としてしまう。何よりの証人であったことから「事故じゃない。ウッディがやった」とおもちゃたちに説明し、ウッディの逃げ道を塞ぐ。引っ越しのときに、ウッディとバズを乗せて、引っ越しトラックまで走った。
ロッキー・ジブラルタル（Rocky Gibraltar）
力持ちのおもちゃ。その怪力でウッディを投げ飛ばしたが、事実を知るとウッディとバズを助けるために協力した。
エッチ・ア・スケッチ（Etch A Sketch）
スケッチボードのおもちゃ。ダイヤルを回すことで絵を描くことができる。早撃ちも得意（「絵を描く」という意味のdrawと「銃を抜く」という意味のdrawのシャレ）。
レニー（Lenny）
双眼鏡のおもちゃ。おもちゃたちが遠くを見るのに使う。終盤ではウッディとバズがトラックを追いかけてくる姿を目撃し、それをみんなに報告したことでウッディの疑いが晴れる。
ミスター・スペル（Mr. Spell）
文字を押すと声が出るオモチャ。一応喋れるが、リアクションなどは文字で表す。
つなぐでござる / バレル・オブ・モンキー（Barrel Of Monkeys）
繋げて遊ぶゲームのサル。窓から落ちたバズを救出しようと出されたが、人数が足りず届かなかった。サルの鳴き声しか発さない。
ミスター・シャーク（Mr. Shark）
笛付のサメのオモチャ。ウッディの物真似をして、本人からダメ出しを食らう。
ロボット（Robot）
足がキャタピラのロボット。ロッキーと共にウッディを投げ飛ばした。
スネーク（Snake）
ヘビの人形。ウッディがバズやRCを落としたときに足に巻き付いた。
占いボール（Magic 8-Ball）
ビリヤードのように8と書かれた黒いボール。それを振ると「Don't count on it（期待するな）」などと書かれた運勢が出る。ウッディがそれを見て机の下に落としたが、これが事件の始まりとなってしまう。
ほかにもブロック人形、ホッケーパックのオモチャなどがアンディのおもちゃとして登場している。
エイリアン（Aliens）
ピザ・プラネットのクレーンゲームの景品のエイリアンの人形。集団で行動しており、クレーンを神と呼ぶ。そのうち一体はシドのオモチャとなり、スカッドによって無残な姿にされたが、終盤でシドに復讐した。
ミュータント・トイ（Mutant Toys）
シドによって改造され、奇妙な姿にされたオモチャ達。赤子の人面を持つ金属のカニ、人形の足を付けた釣り竿、人形の代わりに手のついたびっくり箱、後ろ足がタイヤのゼンマイガエル、スケボーに付けられた上半身だけの人形、アヒルのレスラー、焼き焦げた人形、ミッキーマウスの片手が付いたガラガラ人形など。全員不気味な外見とは裏腹に優しい性格で、片腕が取れたバズを修理して直した。終盤ではウッディに協力してシドに復讐した。

### 人間
アンディ・デイビス（Andy Davis）
ウッディ達の持ち主でおもちゃを大切にする少年。冒頭はウッディと楽しく遊んでいたが、バズという新しいおもちゃが出てきてからはバズばかり遊んでいた。そのことでウッディに興味を示さなくなったが、引っ越し直前にウッディとバズをほぼ同時に失うことで落ち込む。しかし、なくしたことでウッディへの興味を次第に取り戻していった。その後もウッディとバズをなくしたショックから引っ越し当日もひどく落ち込んでいたが、無事に再会を果たすと一転して元の明るさを取り戻した。最後は、ウッディとバズを平等に扱った上で遊ぶようになった。
モリー・デイビス（Molly Davis）
アンディの妹。赤ちゃんであるため、冒頭でミスター・ポテトヘッドを乱暴に扱っていた。物語終盤ではオモチャが動くのを目撃した。
デイビス夫人（Mrs Davis）
アンディとモリーの母親。床に散らばっているグリーン・アーミーメンを蹴とばすという乱暴な一面があるが、引っ越し直前にウッディとバズをなくして悲しむアンディを慰める等、母親としてアンディや息子のおもちゃを大切に思っている良き母親。
シド・フィリップス（Sid Phillips）
本作のディズニー・ヴィランズ。おもちゃを乱暴に扱うだけでなく、改造なども好む独創的な性格をしており、夜中にも平気で遊びに出掛けるなどいわゆる不良少年。おもちゃの破壊や爆破を楽しみながら平然と行うため、アンディのおもちゃたちからは「おもちゃ殺し」として恐れられている。破天荒だが母親の前では猫をかぶっており、良い子を演じている。アンディとは異なり友達付き合いの様子はなく、ピザ・プラネットにも一人で遊びに来ていた。終盤では、バズにロケット花火を括り付けて爆破の計画を立てるが、ウッディの作戦でおもちゃたちから復讐され、妹の人形でさえも怖がるほどおもちゃ恐怖症となる。
ハンナ・フィリップス（Hannah Phillips）
シドの妹。兄によく自分のおもちゃを取られて勝手な改造を施されてしまう。兄と比べるとおもちゃへの扱いは優しく、片腕の取れたバズを自分の人形たちのお茶会の相手にしていた。
フィリップス夫人（Mrs Phillips）
シドとハンナの母親。作中では声のみの登場で、姿は直接登場していない。普段乱暴者なシドも母親の前では素直な態度で振る舞い、猫をかぶっている。
フィリップス氏（Mr Phillips）
シドとハンナの父親。素顔は直接登場してないが、スカッドに追われたバズが逃げ込んだ部屋のソファーに腰掛けたまま眠っている姿で少し登場している。獰猛なスカッドが頭の上がらない唯一の存在であり、バズを追い詰めようとして部屋で眠っている父の姿を見つけると、すぐに追跡を諦めて静かに部屋から立ち去っている。

### 動物
スカッド（Scud）
本作のディズニー・ヴィランズ。シドの飼い犬であり、極めて獰猛な性格でよくシドが購入したオモチャを無残にするが、シドとハンナの父親には頭が上がらない。終盤で引っ越しのトラックを追っていたウッディとバズを追いかけるが、車に囲まれて動けなくなってしまった。
バスター（Buster）
アンディの飼い犬でママからのプレゼント。ラストのみの登場なる。

## キャスト
| 役名                              | 原語版声優                          | 日本語吹替                   |
| --------------------------------- | ----------------------------------- | ---------------------------- |
| ウッディ                          | トム・ハンクス                      | 唐沢寿明                     |
| バズ・ライトイヤー                | ティム・アレン                      | 所ジョージ                   |
| ミスター・ポテトヘッド            | ドン・リックルズ                    | 名古屋章                     |
| スリンキー                        | ジム・ヴァーニー                    | 永井一郎                     |
| レックス                          | ウォーレス・ショーン                | 三ツ矢雄二                   |
| ハム                              | ジョン・ラッツェンバーガー          | 大塚周夫                     |
| ボー                              | アニー・ポッツ                      | 戸田恵子                     |
| アンディ・デイビス                | ジョン・モリス                      | 市村浩佑                     |
| シド・フィリップス                | エリック・フォン・デットン          | 堀裕晶                       |
| アンディーのママ （デイビス夫人） | ローリー・メトカーフ                | 小宮和枝                     |
| 軍曹 （グリーン・アーミーメン）   | R・リー・アーメイ                   | 谷口節                       |
| 部下 （グリーン・アーミーメン）   | R・リー・アーメイ                   | 後藤敦                       |
| ハンナ                            | サラ・フリーマン                    | 笠原清美                     |
| エイリアンたち                    | ジェフ・ピジョン デビ・デリーベリー | 落合弘治 石井隆夫            |
| レニー                            | ジョー・ランフト                    | 八代駿                       |
| バズ・ライトイヤーのCMナレーター  | ペン・ジルット                      | 石井隆夫                     |
| ピザ・プラネットの音声案内        | デビ・デリーベリー                  | 落合弘治                     |
| ミスター・スペル                  | ジェフ・ピジョン                    | 石井隆夫                     |
| ロボット                          | ジェフ・ピジョン                    | 石井隆夫                     |
| MR.シャーク                       | ジャック・エンジェル                | 小池浩司                     |
| ロッキー                          | ジャック・エンジェル                | 小池浩司                     |
| 伍長                              | グレッグ・バーグ                    | 後藤敦                       |
| ピザ・プラネットの門番            | フィル・プロクター                  | 後藤敦                       |
| ボウリングのアナウンサー          | フィル・プロクター                  | 後藤敦                       |
| バズ・ライトイヤーのCMコーラス    | アンドリュー・スタントン            | 後藤敦                       |
| バズ・ライトイヤーのCMの子供      | ライアン・オドノヒュー              | 木村良平                     |
| シドのママ                        | ミッキー・マクガワン                | 石川悦子                     |
| ガソリンスタンド屋                | ジャン・ラブソン                    | 八代駿                       |
| ミスター・マイク                  | ジャン・ラブソン                    | 小池浩司                     |
| ピザ屋                            | 不明                                | 沢りつお                     |
| ドライバー                        | 不明                                | 峰恵研                       |
| おもちゃ                          | 不明                                | 石黒久也 山崎哲也            |
| 母親                              | 不明                                | 渡辺真砂子                   |
| ウェイトレス                      | 不明                                | 栗山微笑子                   |
| 男                                | 不明                                | 落合弘治                     |
| 女                                | 不明                                | 石津彩 田辺静恵              |
| 子供たち                          | 不明                                | 石橋剣道 木村良平 佐藤衣里香 |
| モリー                            | ハンナ・アンクリッチ                | 原語版流用                   |
| スカッド                          | フランク・ウェルカー                | 原語版流用                   |
| バスター                          | フランク・ウェルカー                | 原語版流用                   |
| つなぐでござる                    | フランク・ウェルカー                | 原語版流用                   |
| プンバァ                          | アーニー・サベラ                    | 小林アトム                   |

※ 日本語吹き替えは当初、ウッディに山寺宏一、バズ・ライトイヤーに磯部勉という配役であった（両者はそれぞれウッディ役のトム・ハンクスとバズ役のティム・アレンの実写出演作の吹き替え担当でもあった）。山寺は日本版予告編のナレーションも務めた上、初回収録版の吹替音声は全て収録が済んでいたが、公開寸前マーケティングの都合で配役が声優から有名タレントに変更されて、業界では有名な交代劇になったという。なお、『別冊映画秘宝』や一部のネット記事には初回収録版のバズ役は玄田哲章であると記載され、長年ネット上で拡散されていたが、これは事実とは異なる誤った情報であるとされている。

### 日本語版制作スタッフ
- 演出：松岡裕紀
- 翻訳：いずみつかさ
- 訳詞：中川五郎
- 音楽：深澤茂行（ミュージック・クリエイション）
- 録音：伊藤恭介
- 調整：井上秀司
- 録音スタジオ：東京テレビセンター
- 日本語版制作：スタジオ・エコー

## スペシャル・エディション
- 日本では次作が劇場公開した2000年3月に｢メイキング・オブ『トイ・ストーリー』｣を収録したスペシャル・エディション版VHSが発売された。

## トリビア
- 本作は、アメリカの中流家庭の子供部屋が主な舞台となっており、実際にアメリカで売られている、または売られていたおもちゃが多数登場する。ホットウィール、See'n say、バケット・ソルジャー、スリンキー、Mr.ポテトヘッド 、トロール、バレル・オブ・モンキー（つなぐでござる）、Majic8Ball、エッチ・ア・スケッチ、リトルタイクスなどがそれである。また、本作に登場した実在するおもちゃが映画公開後に爆発的に売れた事から、次作では更に多くの実在のおもちゃが登場し、中には「ツアーガイド・バービー」のように目立って自己アピールするキャラクターも多数登場する。バービーは当初、本作から登場する予定になっており、シドの家からウッディとバズを救出するためにバービーが大立ち回りを演じる脚本が用意されていたが、販売元のマテルの許可が出なかったためお蔵入りとなった[13]。
- 公開に合わせて発売したおもちゃの大半を、当時無名だったカナダの玩具メーカーシンクウェイ が製造・販売していた。トイ・ストーリーのヒットによりシンクウェイは業績を著しく上げた。その後、マテルや、ハズブロなど大手玩具メーカーが相次いで参入し、莫大な利益を生んでいる。ディズニー関連商品を扱うディズニーストアでも定番商品として扱われている。
- 元々は、1988年に制作された短編『ティン・トイ』の主人公のおもちゃ「ティニー」が、仲間を探して旅をするという内容で、30分のクリスマスTV番組として企画されていた。しかし、ディズニー側が「30分番組が作れるなら映画も作れる」と説得、劇場用作品として制作される事となった。これには、当時ウォルト・ディズニー・ピクチャーズの会長だったジェフリー・カッツェンバーグが何度もラセターを引き抜こうとして失敗し、それならピクサーにディズニー映画を作らせようという思惑があったという経緯がある。
- 本作の着想のきっかけを作ったのはおもちゃコレクターの北原照久である[14] 。監督のジョン・ラセターが横浜の山手で北原が運営するブリキのおもちゃ博物館を訪問したことで本作の構想が生まれた、という証言がある[14]。
- エンドロールにて、アニメ製作スタッフ内には「ケン・ウィラード」(1959年生 - 1995年没)の名が入っている。
- ピクサーのCEOであるスティーブ・ジョブズの資産がなければ、本作の制作は不可能に近かった。公開までの4年間の投資額は5000万ドルにも及び、ジョブズは「こんなに金がかかるなら投資しなかった」と語っている。しかし本作のヒットによりピクサーの株は高騰し、結果的にジョブズの資産は4億ドル増加する事となった。詳しくはスティーブ・ジョブスの項目とAppleを参照のこと。
- 『カーズ』及びメーターの東京レースにて、劇中のダイナコ石油が登場する。また、『カーズ』のラストシーンで『トイ・カー・ストーリー』として本作の玩具の車版が上映され、ウッディがフォード・ウッディーワゴンの模型、バズが玩具の宇宙自動車、ハムがトヨタ・セプターワゴン風のブタ貯金車となって登場した（ハムの日本語声優はカーズ本編のマックやモンスターズ・トラック・インクのイエティに従い立木文彦）。さらにジョー・ランフト追悼シーンではレニーが登場する。
- シドに爆破される兵隊の人形“コンバット・カール”は元々はG.I.ジョーを使う予定だったが、「爆破するなら許可出来ない」とハスブロから拒否されたため、代替された。
- 又、同じくハスブロ製品であるMr.ポテトヘッドの使用許可がなかなか取れずに苦労したと後日ラセターが語っている。
- 『ファインディング・ニモ』の待合室にある賞状の上部中央にある丸い部分にはエイリアンが隠し画像として描かれている。
- 本作のヒットを受けて、本作に出てきたピザ・プラネットのデリバリートラック（GYOZAバン）は、以降ピクサー作品のほぼ全てのどこかに登場している。
  - ウォルト・ディズニー・ワールド・リゾートのディズニー・ハリウッド・スタジオ内のピザ・プラネットにはかつて4代目トヨタ・ハイラックスベースのGYOZAバンが展示されていた。
- 2006年-2007年に自動車レースSUPER GTのGT300クラスに於いてaprから「TOY STORY apr MR-S」という名称のマシンが参戦していた。カーナンバーは「トイ」の語呂合わせで101番。ドライバーは2006年が新田守男/高木真一、2007年は大嶋和也/石浦宏明で、2007年にチャンピオンになった。また2006年には2輪の鈴鹿8時間耐久ロードレースにもチームHARC-PROから「TOY STORY RT HARC-PRO」として小西良輝/安田毅史組が参戦し、総合2位の成績をおさめた。
- アンディのママの車のナンバーにはピクサートリビアではお馴染みのA113が使われている。
- バズ玩具のCMでの玩具屋は2作目のトイ・ストーリー2の悪役、アルが運営する「アルのトイバーン」である。
- 映画公開前、アメリカとカナダの小売業者からシンクウェイ社へのトーキングバズの総発注数は6万体だったが、映画の爆発的人気で商品が枯渇し、増産に増産を重ねて全世界で900万体以上も売れて、今も増え続けている。
- 2008年5月31日に打ち上げたスペースシャトル・ディスカバリーにバズ・ライトイヤーのおもちゃを載せて、ISS（国際宇宙ステーション）で長期間、無重力訓練などの様子が撮影された。これはNASAが子供達や学生達に宇宙に関心を持ってもらう為に企画された。
- Linuxディストリビューションの一つ、Debianではコードネームに本作の登場人物名を付けている。
- アンディの部屋に貼られているポスターの内､バズがスペースレンジャーへの入隊を募る物が有る。これは､第1次世界大戦の時にアメリカで出回ったポスター､“I WANT YOU FOR U.S. ARMY”（ジェームズ・モンゴメリー・フラッグ画のアンクル・サム）のパロディである。
- 最後のシーンでアンディのママが運転していた車でモリーが聴いていた曲はライオン・キングの「ハクナ･マタタ」。
- 冒頭のおもちゃ達のミーティングのシーンで、ウッディの後ろの本棚に「The Adventures of André and Wally B.」「Red's Dream」「Tin Toy」「knick knack」と背表紙に書かれた本が置いてあるが、これらはいずれもピクサー（及びその前身）が本作以前に制作した短編作品のタイトルである。特に、本作の原点となった『ティン・トイ』は、背表紙に書かれた著者名が「LASSETER」（ジョン・ラセター）となっている。
- 日本語吹き替え版でウッディを演じた唐沢寿明が、よくウッディと顔立ちが似ているため「リアル・ウッディ」と言われている[15]。
- バズ役の所ジョージが『カーズ』のイベントにゲストとして参加した際、ラセターから「バズ・ライトイヤーをやってくれてありがとう。これからもよろしく」と言われ、「『トイ・ストーリー3』があるんですか!?」と応じていた。なお、実際に『トイ・ストーリー3』は2010年7月10日より、日本でも公開された。初めはディズニー主体で作業が進められていたが、ピクサー買収により関係が修復したことで、ピクサーにより制作された。
- 本作以降、日本語吹き替え版でウッディとバズは唐沢と所が一貫して演じているが、スピンオフ作品の一部や東京ディズニーランドのアトラクションおよび各種パレードではバズの声を稲葉実、ウッディを2019年頃まで辻谷耕史が、2020年以降は松本保典が声を当てている。
- 先述の通り、当初ウッディの吹き替え担当だった山寺宏一は、公開直前で声優を変更された事が、後に彼が自身の知名度アップの為にメディアへの露出を増やすきっかけになったという[12]。

## テレビ放映
| 回数 | 放送局     | 放送枠             | 放送形態       | 放送日         | 放送時間      | 放送分数 | 平均世帯 視聴率 | 備考                                                                                       |
| ---- | ---------- | ------------------ | -------------- | -------------- | ------------- | -------- | --------------- | ------------------------------------------------------------------------------------------ |
| 1    | TBS        | （なし）           | 本編ノーカット | 2000年3月8日   | 19:00 - 20:54 | 114分    | 14.0%           | 地上波初放送 ナビゲーター：こはたあつこ                                                    |
| 2    | TBS        | スーパーフライデー | 本編ノーカット | 2000年11月17日 | 19:00 - 20:54 | 114分    | 9.2%            | 最新作『ダイナソー』の最新映像初公開                                                       |
| 3    | テレビ東京 | 月曜プレミア!      | 本編ノーカット | 2010年11月22日 | 20:00 - 21:54 | 114分    | 6.3%            |                                                                                            |
| 4    | TBS        | 水曜プレミアシネマ | 本編ノーカット | 2012年7月11日  | 21:00 - 22:54 | 114分    | 9.9%            | 『メリダとおそろしの森』の公開記念で放送。                                                 |
| 5    | TBS        | 水曜プレミア       | 本編ノーカット | 2013年12月19日 | 21:00 - 22:54 | 114分    | 6.3%            | 「XmasディズニープレミアシネマSP！」と題して、「トイ・ストーリー2」と2夜連続で放送された。 |
| 6    | 日本テレビ | 金曜ロードSHOW!    | 本編ノーカット | 2020年2月28日  | 21:00 - 22:54 | 114分    | 9.4%            | 『2分の1の魔法』の公開記念で放送。                                                         |
| 7    | 日本テレビ | 金曜ロードショー   | 本編ノーカット | 2024年7月26日  | 21:00 - 22:54 | 114分    | 5.8%            | 『インサイド・ヘッド2』の公開記念で放送。                                                  |